# Paroisse de Gladstone
Pour les articles homonymes, voir Gladstone.
La paroisse de Gladstone est à la fois une paroisse civile et un ancien district de services locaux (DSL) canadien du Comté de Sunbury au Nouveau-Brunswick. Dans le cadre de la réforme de la gouvernance locale du 1er janvier 2023, le territoire du DSL a été réparti entre la communauté rurale de Sunbury-York South et le district rural de la Région-de-la-capitale.

## Toponyme

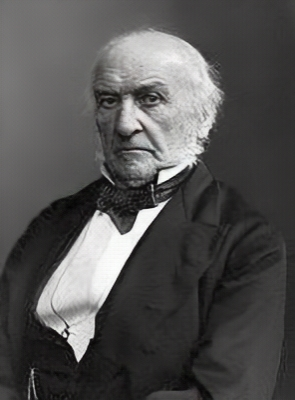
William Ewart Gladstone.

Gladstone est nommé ainsi en l'honneur de William Ewart Gladstone (1809-1898), premier ministre du Royaume-Uni.

## Géographie

### Situation
La paroisse de Gladstone se trouve dans le comté de Sunbury, à 34 kilomètres de route au sud de Fredericton et à 83 km au nord-ouest de Saint-Jean. La paroisse est située dans la vallée de la rivière Oromocto.
La paroisse de Gladstone a grossièrement la forme d'un « C » entourant presque le village de Tracy, lui-même étant limitrophe de Fredericton Junction à l'est. Outre ces deux villages, la paroisse est limitrophe de Rusagonis-Waasis au nord, de la paroisse de Burton au nord-est, de la paroisse de Blissville à l'est, de la paroisse de Saint-George au sud et finalement de la paroisse de New Maryland à l'ouest. La paroisse de Dumbarton n'est distante que d'environ 150 m au sud-ouest. La ville la plus proche est Oromocto, à 40 km au nord-est.

### Hameaux et lieux-dits
La paroisse comprend les hameaux de Tracyville et de Upper Tracy. Brown's Ridge a disparu.

## Histoire
La paroisse de Gladstone est érigée en 1874. Les terres le long de la rivière Oromocto jusqu'aux fourches sont colonisées par des Loyalistes en 1784 et 1785. Les autres hameaux résultent de leur expansion et son fondés entre 1800 et 1810.
Peltoma est l'un des lots arpenté pour la colonisation en 1856 mais il semble que la localité ne soit fondée qu'après 1872 par des canadiens d'origine diverse grâce à la Free Grants Act (Loi sur les concessions gratuites). Oak Ridge est fondé par un petit groupe de colons avant 1879 grâce à la Loi sur les concessions gratuites. Brown's Ridge est fondé vers 1879 en vertu de la même loi. L'établissement est toutefois abandonné par la suite.
La municipalité du comté de Sunbury est dissoute en 1966. La paroisse de Gladstone devient un district de services locaux en 1967.

## Démographie
| 2001 | 2006 | 2011 | 2016 |
| ---- | ---- | ---- | ---- |
| 515  | 538  | 485  | 452  |

## Économie
Entreprise Central NB, membre du Réseau Entreprise, a la responsabilité du développement économique.

## Administration

### Comité consultatif
En tant que district de services locaux, Gladstone est administré directement par le Ministère des Gouvernements locaux du Nouveau-Brunswick, secondé par un comité consultatif élu composé de cinq membres dont un président.

### Commission de services régionaux
La paroisse de Gladstone fait partie de la Région 11, une commission de services régionaux (CSR) devant commencer officiellement ses activités le 1er janvier 2013. Contrairement aux municipalités, les DSL sont représentés au conseil par un nombre de représentants proportionnel à leur population et leur assiette fiscale. Ces représentants sont élus par les présidents des DSL mais sont nommés par le gouvernement s'il n'y a pas assez de présidents en fonction. Les services obligatoirement offerts par les CSR sont l'aménagement régional, l'aménagement local dans le cas des DSL, la gestion des déchets solides, la planification des mesures d'urgence ainsi que la collaboration en matière de services de police, la planification et le partage des coûts des infrastructures régionales de sport, de loisirs et de culture; d'autres services pourraient s'ajouter à cette liste.

### Représentation et tendances politiques
Nouveau-Brunswick: Gladstone fait partie de la circonscription provinciale de New Maryland–Sunbury-Ouest, qui est représentée à l'Assemblée législative du Nouveau-Brunswick par Jack Carr, du Parti progressiste-conservateur. Il fut élu lors d'une élection partielle en 2008 et réélu lors de l'élection générale de 2010.
 Canada: Gladstone fait partie de la circonscription électorale fédérale de Nouveau-Brunswick-Sud-Ouest, qui est représentée à la Chambre des communes du Canada par Gregory Francis Thompson, ministre des Anciens Combattants et membre du Parti conservateur. Il fut élu lors de la 40e élection fédérale, en 1988, défait en 1993 puis réélu à chaque fois depuis 1997.

## Vivre dans la paroisse de Gladstone
Le DSL est inclus dans le territoire du sous-district 10 du district scolaire Francophone Sud. Les écoles francophones les plus proches sont à Fredericton et Oromocto alors que les établissements d'enseignement supérieurs les plus proches sont dans le Grand Moncton.
Le détachement de la Gendarmerie royale du Canada le plus proche est à New Maryland. Le bureau de poste le plus proche est quant à lui à Tracy.
Les quotidiens anglophones sont le Telegraph-Journal, publié à Saint-Jean, et The Daily Gleaner, de Fredericton. Les francophones bénéficient quant à eux du quotidien L'Acadie nouvelle, publié à Caraquet et de l'hebdomadaire L'Étoile, de Dieppe.